# Matthias Penk
Matthias „Matze“ Penk (* 11. Februar 1988 in Berlin) ist ein deutscher Volleyball- und Beachvolleyballspieler.

## Karriere Halle
Penk begann seine Karriere 2000 in der Hauptstadt beim Berliner TSC. Später spielte der Zuspieler bis 2013 in der zweiten Bundesliga bei der TSGL Schöneiche. Danach wechselte Penk zum Bundesliga-Absteiger Netzhoppers KW-Bestensee, wo er als Außenangreifer eingesetzt wurde und 2014 in die Bundesliga aufstieg. 2017 wechselte Penk zum Zweitligisten SV Lindow-Gransee.

## Karriere Beach
Penk begann 2004 mit Beachvolleyball. Mit seinem ersten Partner René Rudolph wurde er 2006 in Kiel Deutscher U20-Meister. Seine weiteren Partner auf nationaler Ebene waren 2007 Stefan Köhler, 2008 und 2011 Henry Curin, 2009 Arvid Kinder sowie 2010 Felix Quecke. International belegte Penk 2005 mit Jonathan Erdmann bei der U18-Europameisterschaft Platz sieben, 2007 mit Stefan Köhler bei der U20-Europameisterschaft Platz 13 und 2008 mit Alexander Walkenhorst bei der U21-Weltmeisterschaft Platz vier. Das Duo Penk/Walkenhorst wurde 2010 Studenten-Vizeweltmeister in Alanya und U23-Vizeeuropameister in Kos. Penk ist aktuell auch Redaktionsleiter bei beach-volleyball.de.